# Čertova hora
Čertova hora (německy Teufelsberg) je hora v západních Krkonoších, výrazná dominanta jižně nad městem Harrachov. Vrchol je z centra města vzdušnou čarou vzdálen asi 1,5 km, u hranice Krkonošského národního parku a jeho ochranného pásma. Jedná se o nejzápadnější tisícovku v Krkonoších.
Téměř na všech stranách hory jsou svahy prudké s výrazným převýšením. Pouze na jihovýchodě se nachází mělčejší sedlo s nadmořskou výškou asi 965 metrů. Čertova hora je odvodňována levými menšími přítoky jižně tekoucí Jizery a severně tekoucí Mumlavy, která je rovněž přítokem Jizery. Celá hora je téměř souvisle zarostlá převážně smrkovým lesem, celistvost lesa je narušena jen sjezdovkami.

## Lyžařské středisko

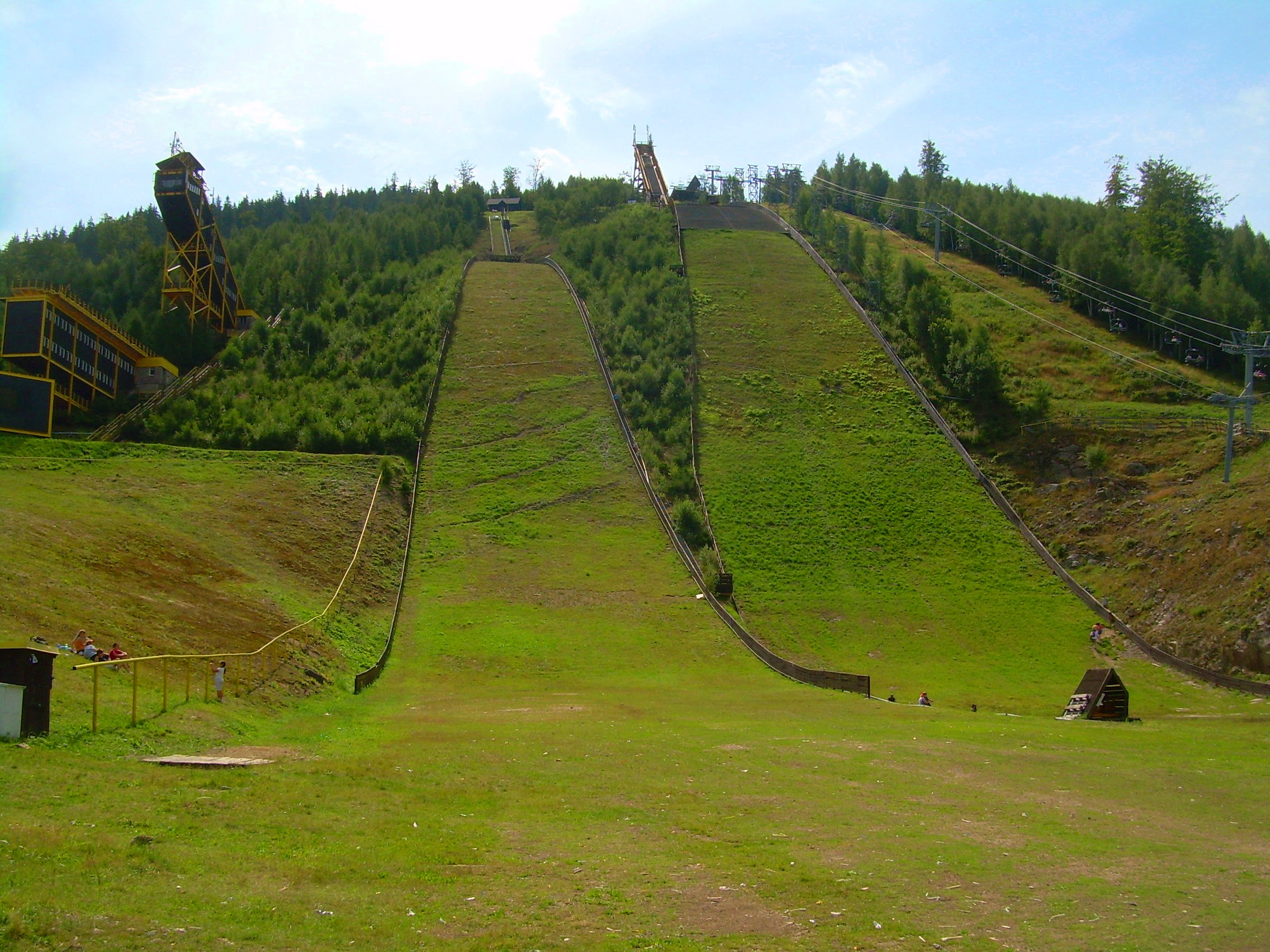
Skokanské můstky K-185 a K-125 v létě

Zimní sporty se v Harrachově začaly provozovat brzy poté, co hrabě Jan Harrach koncem 19. století jako jeden z prvních přivezl do Krkonoš lyže. V roce 1908 byl založen „Spolek zimních sportů“. První skokanské můstky, vznikly v roce 1920. V roce 1923 se v Harrachově konaly první mezinárodní lyžařské závody, kterých se zúčastnili nejlepší lyžaři z mnoha zemí Evropy, i z USA. Od roku 1954 se konají mezinárodní lyžařské závody již pravidelněji. V roce 1980 byl skokanský a běžecký areál zrekonstruován, přičemž byl postaven ve své době nejvyšší lyžařský můstek na světě – mamutí můstek K-185 pro lety na lyžích. Dalšími můstky jsou K-120, K-90, K-70 a K-40.
Na úbočí Čertovy hory je vybudován Skiareál Čertova hora s 5 sjezdovkami (černá, 2x červená a 2x modrá), 2 lanovkami a jedním vlekem. Všechny sjezdové tratě jsou zasněžovány technickým sněhem v celé délce a ploše. V okolí a z Čertovy hory vede několik několikakilometrových okruhů standardních i závodních běžeckých tratí. Na vrchol Čertovy hory vedou dvě sedačkové lanovky z Harrachova a z Ryžoviště.
Na vrcholu se kromě horních stanic lanovek nachází stánek s občerstvením.

## Přístup
Nejjednodušší cestou na vrchol je výjezd sedačkovou lanovkou z Harrachova, ze kterého vede i zeleně značená turistická cesta, na niž asi 400 m západně od vrcholu navazuje modrá značka. Z opačné strany vede na vrchol modrá značka od Studenova a Dvoraček.